# Fernando Aramburu
Pour les articles homonymes, voir Aramburu.
Fernando Aramburu Irigoyen, né en 1959 à Saint-Sébastien (province du Guipuscoa, Espagne), est un écrivain espagnol. Prix national de littérature narrative en 2017, il écrit régulièrement dans la presse espagnole et ses romans ont été traduits dans plusieurs langues.

## Biographie
Fernando Aramburu obtient une licence en philologie hispanique à l'université de Saragosse en 1982. À Saint-Sébastien, sa ville natale, il participe à la fondation du Grupo CLOC de Arte y Desarte, qui édite entre 1978 et 1981 une revue.
Depuis 1985, il vit en Allemagne où il donne des cours d'espagnol. En 1996, il publie Fuegos con limón, roman basé sur ses expériences de jeunesse au sein du groupe CLOC. En 2006, il publie le recueil de nouvelles Les poissons de l'amertume (Los peces de la amargura), dans lequel il aborde les ravages causés par le groupe terroriste ETA.
En 2009, il abandonne son poste de professeur pour se consacrer entièrement à la création littéraire et obtient en 2011 le prix Tusquets pour son roman Années lentes (Años lentos),.
En septembre 2016, il publie le roman Patria, qui reprend le sujet du terrorisme de l'ETA abordé dans Les poissons de l'amertume en décrivant la vie dans une petite localité du Pays basque marquée par l'action des terroristes,. Ce roman remporte un grand succès critique et public et obtient de nombreux prix, dont le Prix national de littérature narrative en octobre 2017.

## Œuvre

### Romans

#### Trilogie de Antìbula
- Los ojos vacìos, 2000 (Los ojos vacíos)
- Bami sin sombra, 2005
- La gran Marivián, 2013

#### Autres romans
- Fuegos con limón, Tusquets Editores, 1996
- El trompetista del Utopía, 2003
- Viage con Clara por Alemania, 2010 (Viaje con Clara por Alemania)
- Años lentos, 2012 Publié en français sous le titre Années lentes, traduit par Serge Mestre, Paris, Éditions Jean-Claude Lattès, 2014
- Ávidas pretensiones, Seix Barral, 2014[8] - Prix Biblioteca Breve 2014
- Patria, Tusquets, 2016 - Prix national de littérature narrative 2017 ; Prix Euskadi - Littérature en langue espagnole 2017 Publié en français sous le titre Patria, traduit par Claude Bleton, Arles, Actes Sud, 2018
- Los vencejos, Tusquets, 2021 Publié en français sous le titre Oiseaux de passage, traduit par Claude Bleton, Arles, Actes Sud, 2023

### Recueils de nouvelles
- No ser no duele, 1997. Publié en français sous le titre Le Salon des incurables, traduit par Vincent Ozanam, Paris, Buchet-Chastel, 2009
- El artista y su cadáver, 2002 Textes brefs, blagues surréalistes et microrécits
- Los peces de la amargura, 2006 Récits autour des victimes du terrorisme de l'ETA
- El vigilante del fiordo, 2011

### Essai
- Las letras entornadas, 2015

### Livres pour enfants
- El ladrón de ladrillos, cuento, 1998
- Mariluz y los niños voladores, cuento, 2003
- Vida de un piojo llamado Matías, novela, 2004
- Mariluz y sus extrañas aventuras, tres cuentos, 2013

### Poésie
- El librillo, poemas para niños; 1981
- Ave Sombra/Itzal Hegazti, edición bilingüe español/euskera; 1981
- Bruma y conciencia/Lambroa eta kontzientzia (1977-1990), edición bilingüe español/euskera; Universidad del País Vasco, Servicio Editorial, 1993
- El librillo, poemas para niños; Hiperión, Madrid, 1995
- Yo quisiera llover, selección de poemas por Juan Manuel Díaz de Guereñu; Editorial Demipage, Madrid, 2010

### Traductions
- El brezal de Brand de Arno Schmidt, Ed. Laetoli, Pamplona, 2006
- Montauk de Max Frisch, Editorial Laetoli, Pamplona, 2006
- Obras completas de Wolfgang Borchert, Editorial Laetoli, Pamplona, 2007
- Hermanos de sangre de Ernst Haffner, Seix Barral, Barcelona, 2015
- La matanza de Rechnitz. Historia de mi familia de Sacha Batthyany, Seix Barral, Barcelona, 2017

### Adaptations
- Le roman El trompetista del Utopía a été adapté au cinéma sous le titre Bajo las estrellas (2007) par le réalisateur Félix Viscarret. Ce film a remporté en 2008 deux Prix Goya : Prix Goya du meilleur acteur pour Alberto San Juan et Prix Goya du meilleur scénario adapté.
- Le roman Patria a été adapté en 2020 sous la forme d'une série télévisée du même nom[9].